# Pellionia longipedunculata
Pellionia longipedunculata är en nässelväxtart som beskrevs av Wen Tsai Wang. Pellionia longipedunculata ingår i släktet Pellionia och familjen nässelväxter. Inga underarter finns listade i Catalogue of Life.